# Rio Rancho Grande
Le rio Rancho Grande est une rivière brésilienne de l'ouest de l'État de Santa Catarina. Il appartient au bassin hydrographique de l'Uruguay.

## Géographie
Il s'écoule du nord-est vers le sud-ouest depuis la municipalité d'Ouro avant de se jeter dans le río Uruguay. Il traverse Presidente Castelo Branco, Concórdia, Peritiba et Alto Bela Vista.